# Přepeře (ort i Tjeckien, lat 50,58, long 15,11)
Přepeře är en ort i Tjeckien. Den ligger i den centrala delen av landet, 70 km nordost om huvudstaden Prag. Přepeře ligger 248 meter över havet och antalet invånare är 855.
Terrängen runt Přepeře är varierad. Přepeře ligger nere i en dal. Runt Přepeře är det tätbefolkat, med 286 invånare per kvadratkilometer. Närmaste större samhälle är Jablonec nad Nisou, 16,2 km norr om Přepeře. Trakten runt Přepeře består till största delen av jordbruksmark.